# Dominique D'Onofrio
Dominique Nicolas D'Onofrio (Castelforte, 18 aprile 1953 – Buenos Aires, 12 febbraio 2016) è stato un calciatore e allenatore di calcio belga, di origini italiane.

## Carriera

### Allenatore
Ha vinto la Coppa del Belgio nel 2011 con lo Standard Liegi.
Dal 2011 al 2016 è stato direttore tecnico al Metz in Francia.

## Palmarès

### Allenatore

#### Competizioni nazionali
- Coppa del Belgio: 1

Standard Liegi: 2010-2011